# Киялы (Актюбинская область)
Киялы (каз. Киялы, до 2011 г. — Линовицкое) — упразднённое село в Мартукском районе Актюбинской области Казахстана. Ликвидировано в 2012 г. Входило в состав Карачаевского сельского округа. Код КАТО — 154645500.

## Население
В 1999 году население села составляло 244 человека (128 мужчин и 116 женщин). По данным переписи 2009 года, в селе проживали 24 человека (11 мужчин и 13 женщин).